# Шаолинь против ниндзя
Шаолинь против ниндзя (кит. 少林與忍者) — тайваньский фильм 1983 года с участием Александра Ло.

## Сюжет
Японские мастера вызывают Шаолинь на соревнования, которое определит кто лучше владеет военными искусствами. А ниндзя хотят поссорить Шаолинь и японцев, и это им почти удаётся.
Мировая премьера состоялась 25 апреля 1984.

## В ролях
- Александр Лу
- Чжан Гуаньлун
- Алан Чхёй[англ.]
- Ван Ся[кит.]

## Технические данные
- Film negative format (mm/video inches)

35 mm
- Cinematographic process

(anamorphic)
- Printed film format

35 mm
- Aspect ratio

2.35 : 1